# María Lourdes Albertos
María Lourdes Albertos Firmat est une philologue spécialisée dans l'onomastique hispanique antique. Elle est l'auteur de nombreux travaux.